# Janissaire
Janissaire – francuski niszczyciel z okresu I wojny światowej. Jednostka typu Chasseur, we Francji "Contre torpilleur d’escadre". Jako jedyny okręt swojego typu wyposażony w trzy kotły parowe Foster-Wheeler opalane ropą („Fantassin” i „Cavalier” miały cztery kotły systemu Parsonsa opalane ropą, „Chasseur” cztery kotły Parsonsa opalane węglem). Zapas paliwa 135 t. Kotły współpracowały z trzema turbinami parowymi Parsonsa. W czasie I wojny światowej operował na Morzu Śródziemnym. "Janissaire" przetrwał wojnę. Został skreślony z listy floty w październiku 1920 roku. Nazwa oznacza janczara.